# Le Mesnil-Auzouf
Le Mesnil-Auzouf é uma ex-comuna francesa na região administrativa da Normandia, no departamento de Calvados. Estendeu-se por uma área de 9,37 km². Em 2010 a comuna tinha 338 habitantes (densidade: 36,1 hab./km²).
Em 1 de janeiro de 2017 foi fundida com a comuna de Jurques para a criação da nova comuna de Dialan sur Chaîne.